# Bahnstrecke Kennebunk–Kennebunkport
| Gesellschaft: | zuletzt BM           |                    |                    |
| Streckenlänge: | 7,50 km              |                    |                    |
| Spurweite: | 1435 mm (Normalspur) |                    |                    |
| |                      |                    |                    |
| Gleise: | 1                    |                    |                    |
| \| \| \| \| \| \| \| \| von Portland \| \| \| \| 0,00 \| Kennebunk ME \| Kennebunk ME \| \| \| \| nach Cummings \| \| \| \| 3,72 \| Parsons ME \| Parsons ME \| \| \| 4,94 \| Kennebunk Beach ME \| Kennebunk Beach ME \| \| \| 5,62 \| Grove ME \| Grove ME \| \| \| 7,50 \| Kennebunkport ME \| Kennebunkport ME \| |                      |                    |                    |
| |                      |                    |                    |
| Strecke |                      | von Portland       | von Portland       |
| Dienststation / Betriebs- oder Güterbahnhof | 0,00                 | Kennebunk ME       | Kennebunk ME       |
| Abzweig ehemals geradeaus und nach rechts |                      | nach Cummings      | nach Cummings      |
| Haltepunkt / Haltestelle (Strecke außer Betrieb) | 3,72                 | Parsons ME         | Parsons ME         |
| Bahnhof (Strecke außer Betrieb) | 4,94                 | Kennebunk Beach ME | Kennebunk Beach ME |
| Haltepunkt / Haltestelle (Strecke außer Betrieb) | 5,62                 | Grove ME           | Grove ME           |
| Kopfbahnhof Streckenende (Strecke außer Betrieb) | 7,50                 | Kennebunkport ME   | Kennebunkport ME   |

Die Bahnstrecke Kennebunk–Kennebunkport ist eine Eisenbahnstrecke in Maine (Vereinigte Staaten). Sie ist 7,50 Kilometer lang und bindet den Touristenort Kennebunkport an der Küste Maines an die Bahnstrecke Cummings–Portland an. Die normalspurige Strecke wurde 1926 stillgelegt.

## Geschichte
Bereits am 9. März 1836 war die Kennebunkport Granite Railroad gegründet worden, um den nahe der Stadt Kennebunkport abgebauten Granit an den Hafen zu transportieren. Am 1. April des gleichen Jahres gründete man außerdem die Kennebunkport and Portland Railroad, die den Hafen Kennebunkport mit der Stadt Portland verbinden sollte. Beide Bahnen wurden jedoch nie gebaut und die Gesellschaften später wieder aufgelöst. Nachdem jedoch 1873 die neue Hauptstrecke Boston–Portland der Boston and Maine Railroad durch die Kleinstadt Kennebunk eröffnet worden war, bot sich die Gelegenheit, günstig einen Eisenbahnanschluss von Kennebunkport, das inzwischen zu einem beliebten Urlaubsort geworden war, nach Portland herzustellen. Zu diesem Zweck gründete man am 16. August 1882 die Kennebunk and Kennebunkport Railroad.
Die Bahn ging am 6. Juni 1883 in Betrieb. Am gleichen Tag unterzeichnete man einen rückwirkenden Pachtvertrag mit der Boston&Maine, die die kleine Gesellschaft mit Wirkung vom 15. Mai 1883 für 99 Jahre pachtete. Zur Blütezeit der Eisenbahnen in den 1910er Jahren verkehrten im Sommer (Ende Juni–September) an Werktagen 13 Zugpaare, teilweise mit Kurswagen bis nach Portland und Montreal. Sonntags ruhte der Verkehr. Selbst im Winter verkehrten sechs Zugpaare. Schon während des Ersten Weltkriegs gingen die Beförderungszahlen drastisch zurück, zunächst weil kriegsbedingt deutlich weniger Menschen Urlaub machen konnten. Ab Oktober 1916 wurden teilweise gemischte Züge eingesetzt. Im Zuge der Umgründung der B&M 1919 wurde die Bahngesellschaft aufgelöst und der Besitz des Betriebs ging an die Boston&Maine. 
Am 8. September 1926, nach Ende der Sommersaison, verkehrte der letzte Zug auf der Strecke, die daraufhin stillgelegt und abgebaut wurde.

## Streckenbeschreibung
Die Bahnstrecke zweigt am Bahnhof Kennebunk aus der Hauptstrecke ab und führt zunächst entlang des Mousam River nach Süden. Nach Überquerung der Western Avenue (State Route 9) biegt die Strecke nach Osten ab und verläuft parallel zur Küste bis Kennebunkport. Der Endbahnhof befand sich vor der Beach Avenue, zwischen McKenney Lane und Wallace Street. Ein Hafengleis führte weiter bis zum westlichen Ufer des Kennebunk River. Fast die gesamte Trasse dient heute als Wander- und Radweg.

## Anhang